# سوءمصرف الکل
سوءمصرف الکل شامل یک طیف از سوءمصرف مواد مرتبط با الکل است، که از مصرف بیش از ۲ نوشیدنی در روز به‌طور متوسط برای مردان و یا بیش از ۱ نوشیدنی در روز به‌طور متوسط برای زنان آغاز می‌شود و تا نوشیدن متوالی یا اختلال مصرف الکل ادامه می‌یابد.
ادامه سوء مصرف الکل به عنوان یک تشخیص روانپزشکی در دی‌اس‌ام-۴ وجود داشت، اما در دی‌اس‌ام-۵ این تشخیص با وابستگی به الکل ترکیب شده و به اختلال مصرف الکل تبدیل شده است.
در سطح جهانی، مصرف بیش از حد الکل به عنوان هفتمین عامل اصلی خطر برای مرگ و بار بیماری و آسیب به حساب می‌آید، که ۵.۱٪ از کل بار جهانی بیماری و آسیب را نشان می‌دهد، که با استفاده از سال‌های زندگی تعدیل‌شده برای ناتوانی اندازه‌گیری می‌شود. بعد از تنباکو، الکل بیشترین بار بیماری را در مقایسه با دیگر داروها دارد. مصرف الکل یکی از علل اصلی بیماری‌های کبدی قابل پیشگیری در سطح جهانی است و بیماری سیروز کبدی، اصلی‌ترین بیماری پزشکی مزمن مرتبط با الکل به شمار می‌رود. میلیون‌ها نفر از تمام سنین، از نوجوانان تا سالمندان، به نوشیدن غیر سالم می‌پردازند. در ایالات متحده، مصرف بیش از حد الکل سالانه بیش از ۲۴۹ میلیارد دلار برای جامعه هزینه دارد. عوامل متعددی در ایجاد اختلال مصرف الکل نقش دارند: آسیب‌پذیری‌های ژنتیکی، پیش‌زمینه‌های نوروبیولوژیک، شرایط روان‌پزشکی، تروما، تأثیرات اجتماعی، عوامل محیطی و حتی عادات نوشیدنی والدین.

## علائم و نشانه‌ها

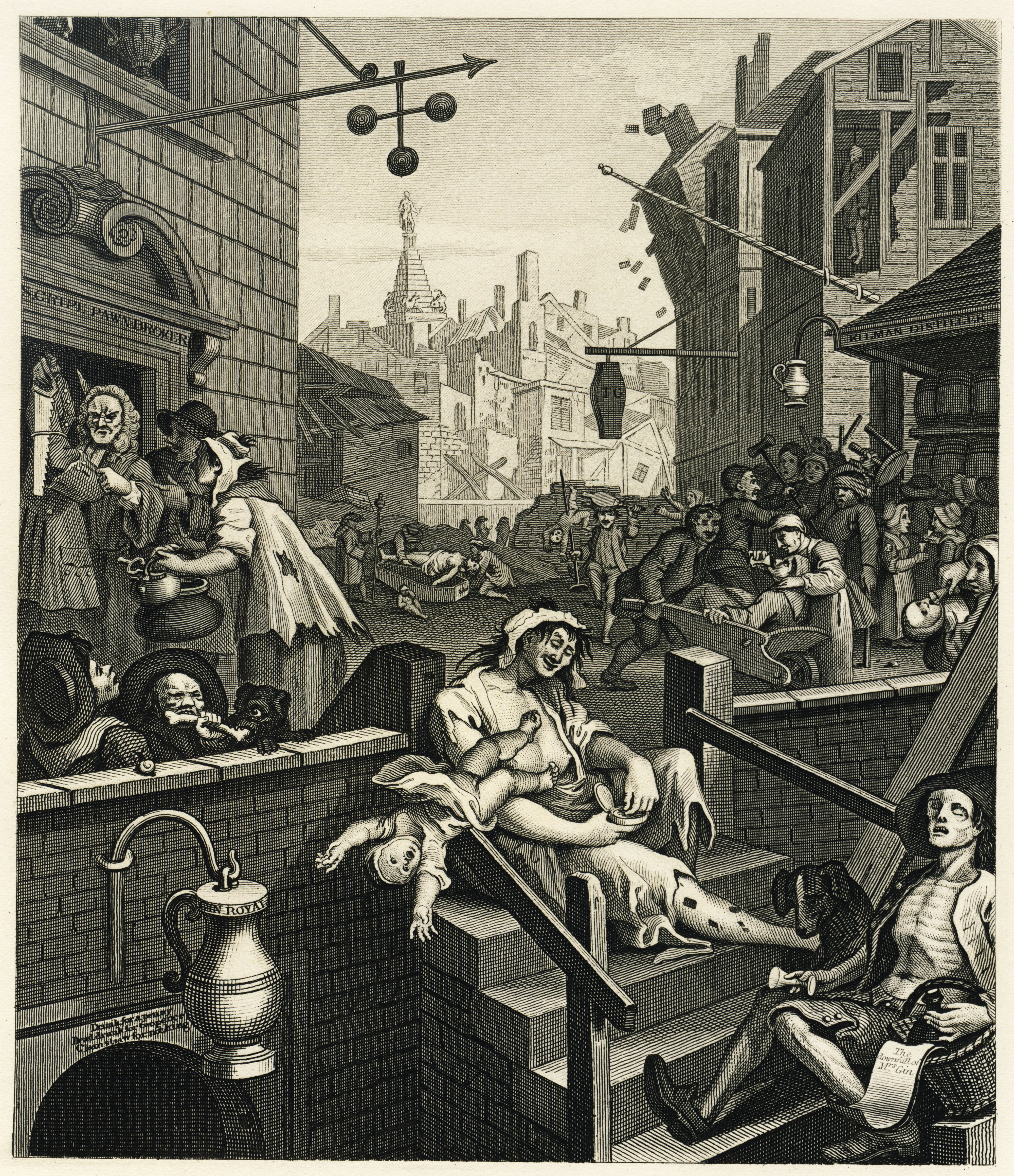
تصویر که در سال 1751 توسط هنرمند انگلیسی ویلیام هوگارث در حمایت از آنچه به قانون جین تبدیل می شود منتشر شد. (لین جین که در قرن هجدهم لندن را تحت تاثیر قرار داد و به دلیل مستی عمومی و مشکلات اجتماعی متعدد مورد سرزنش قرار گرفت.)

### دستگاه قلبی عروقی
برای افرادی که الکل زیادی مصرف می‌کنند خطرات ابتلا به بیماری‌های عروق کرونر، وجود دارد. بیماری‌های قلبی عروقی شامل فشار خون بالا، آریتمی‌های قلبی و کاردیومیوپاتی متسع است. رابطه بین فشار خون بالا ومصرف الکل زیاد برای بیش از سه دهه شناخته شده‌است. در حالی که مکانیسم آن بایدروشن شود، چندین مطالعات بالینی این رابطه را تأیید کرده‌اند. پزشکان باید آگاه باشند که فشار خون بالا می‌تواند در نتیجه مصرف زیاد و مزمن الکل باشد. آریتمی‌های فوق بطنی در الکلی‌ها اغلب در روزهای دوشنبه یا بین کریسمس و روز اول سال نو رخ می‌دهد که معمولاً به عنوان «پدیده قلب تعطیلات» “holiday heart phenomenon”شناخته شده‌است. در حالی که علت مستقیم آریتمی‌ها به دنبال نوشیدن زیاد به صراحت شناخته نشده‌است، می‌تواند به علت آسیب میوکارد، رفلکس واگ، اثر الکترولیت یا سوخت و ساز، یا تغییر در زمان هدایت قلبی باشد. خطر بروز آریتمی‌های قلبی صرف نظر از علت آن در مصرف‌کنندگان زیاد دو برابر مصرف‌کنندگان کم است. کاردیومیوپاتی متسع شده Dilated cardiomyopathy با قلب بزرگ و انقباض ضعیف مشخص می‌شود. مصرف مداوم و زیاد الکل یک عامل عمده کاردیومیوپاتی متسع شده، است. تصویر بالینی در ابتدا شامل یافته‌های غیر اختصاصی الکتروکاردیوگرافی و اختلالات ریتم است، اما ممکن است به نارسایی احتقانی قلب، اختلالات مزمن ریتم و حتی مرگ منجر شود.

## دستگاه گوارش
مصرف بیش از حد الکل می‌تواند باعث بیماری ریفلاکس، التهاب معده و زخم در پوشش داخلی مخاط معده شود. علائم آن شامل سوزش در گلو یا معده یا شکایت از مدفوع تیره (ملنا) می‌باشد. درافرادی که سابقه طولانی بیماری ریفلاکس معده به مری دارند افزایش میزان بروز بیماری مری بارت Barrett’s esophagus وجود دارد. بیماری مری بارت تبدیل متاپلازی مخاط پایین مری، و ضایعه پیش ساز برای ابتلا به سرطان مری است. مصرف مزمن بیش از حد الکل باعث واریس مری و معده می‌شود. وقتی واریس پاره شود، فرد ممکن است با استفراغ خونی قرمز روشن مراجعه کند. واریس‌های خون‌ریزی دهنده تهدیدکننده زندگی هستند.

## سیستم‌های کبدی
مصرف مزمن بیش از حد الکل در ارتباط با افزایش خطر برای پیشرفت بیماری کبدی است. در ایالات متحده آمریکا، ۲ میلیون نفر دارای بیماری کبد الکلی، که شدت آن از کبد چرب به هپاتیت الکلی و سیروز هستند. کبد چرب، تجمع اسیدهای چرب در کبد است. پاتوژنز کبد چرب به علت تولید بیش از حد protonated nicotinamide adenine dinucleotide از دهیدروژناز الکل است، که به نوبه خود، منجر به مهار اکسیداسیون اسید چرب، چرخه اسید سیتریک، وگلوکونئوژنزمی شود. این مهار اکسیداسیون اسید چرب، و همچنین افزایش سنتز تری گلیسیرید، بدنبال آن مهار ترشح لیپوپروتئین از کبد، که همه این‌ها کمک به کبد چرب می‌شود.
هپاتیت الکلی سبب التهاب کبد به همراه مناطقی از فیبروز و نکروز است. در ایالات متحده، حدود ۱۰–۳۵٪ ازافرادی که الکل زیاد می‌نوشند دچار هپاتیت الکلی هستند. ماه‌ها تا سال‌ها طول می‌کشد تا هپاتیت الکلی ایجاد شود، و تنها روش برای جلوگیری از پیشرفت آن پرهیزاز الکل است. با این حال، حتی با قطع مصرف الکل، آسیب منجر به زخم شدن کبد و هر آسیب دیگری باقی می‌ماند. میزان مرگ و میر در افراد با هپاتیت الکلی ۱۵تا۲۰٪ است و حتی علی‌رغم قطع، بسیاری از موارد به طرف سیروز پیشرفت می‌کند. سیروز با اسکار پیشرونده کبد به دلیل اثرات سمی مصرف بیش از حد الکل و متابولیت‌های الکل مشخص می‌شود. سیروز، پیشرفته‌ترین شکل بیماری کبد الکلی است، یکی از عوامل اصلی مرگ در میان الکلی‌ها است. تقریباً ۱۰۰۰۰–۲۴۰۰۰آمریکایی با توجه به مصرف بیش از حد الکل هر ساله از سیروز می‌میرند. افراد با هپاتیت الکلی و سیروز میزان مرگ و میر بیش از ۶۰ درصد در طی یک دوره ۴ سال را دارند. اکثر افراد در ۱۲ ماه اول پس از تشخیص می‌میرند. در حالیکه پیشرفت سیروز بدنبال پرهیز ممکن است متوقف شود، درمان سیروز بسیار دشوار است، و آسیب به کبد برگشت‌پذیر نیست.

## سیستم غده درون‌ریز و متابولیسم
پانکراتیت حاد و مزمن، از عوارض استفاده بیش از حد الکل است. نارسایی پانکراس یا سوء جذب با مدفوع بدبو خاکستری که شناور می‌ماندتظاهر می‌کند. پانکراتیت معمولاً با درد آشکار در مرکز شکم است که به پشت بازتاب دارد. محدوده پانکراتیت بسته به شدت آن از یک وضعیت ناراحت‌کننده اما پایدار تا یک اورژانس پزشکی است. افراد مبتلا به پانکراتیت مزمن ممکن است کلسیفیکاسیون داشته باشند که در یک فیلم رادیوگرافی دیده می‌شود.
دیابت نوع I ودیابت نوع II، می‌تواند ازعواقب مصرف بیش از حد الکل باشد. ابتلا به دیابت نوع I نادر است وتقریبا به دلیل تخریب کامل لوزالمعده است. دیابت نوع دوم شایع تر است که به علت اضافه وزن ناشی از مصرف کربوهیدرات‌ها است. هیپوگنادیسم و پوکی استخوان از عوارض دیگر است. بیماری تیروئید نیز می‌تواند از عوارض استفاده بیش از حد الکل، سوء استفاده یا وابستگی باشد.

## سیستم ایمنیو روماتیسمی
مصرف مزمن بیش از حد الکل مرتبط با افزایش بیماری و مرگ و میر ناشی از بیماری‌های عفونی بوده‌است. با توجه به اثرات سرکوب‌کننده سیستم ایمنی، افزایش حساسیت به پنومونی باکتریایی، سل ریوی و هپاتیت C وجود دارد. برخی ازحدس وگمان‌ها این است که افراد با مصرف مزمن بیش از حد الکل در خطر افزایش ابتلا به عفونت اچ آی وی HIV به علت کاهش پاسخ ایمنی بدن هستند، وافراد الکلی که مبتلا به اچ آی وی هستند ممکن است پیشرفت سریعتراز اچ آی وی را به جنبه‌های بالینی تمام عیار ایدز بدهند.
نقرس از عوارض مصرف مزمن بیش از حد الکل است. Podagr (درد در انگشت شست پا) یک شکایت معمول است.

## سیستم خونساز
کم خونی از نوع میکروسیتیک و ماکروسیتیک وجود دارد. کم خونی ماکروسیتیک می‌تواند به دلیل کمبود فولات یا ویتامین B۱۲ باشد. افزایش ام سی وی (MCV) نشان دهنده آنمی ماکروسیتیک است. لازم است ذکر شود، افزایش ام سی وی همچنین می‌تواند ناشی از بیماری کبدی باشد. هنگامی که بیماری کبدی شدید است، پلاکت‌ها می‌توانند نابود یا می‌تواند در یک طحال بزرگ جدا بشوند. کم خونی میکروسیتیک مربوط به خون‌ریزی فعال یا ازدست دادن خون است و باید بی‌درنگ ارزیابی اختلال گوارشی یا زخم شود. کم خونی سیدروبلاستیک (Sideroblastic) نیز می‌تواند رخ دهد.

## سیستم عصبی مرکزی
مغز به اثرات سمی الکل حساس است. مناطقی که به خصوص حساس هستند عبارتند از:هیپوکامپ و مخچه، که می‌تواند منجر به اختلال حافظه و فراموشی شوند. همچنین باعث ابنورمال گیت و اینتنشن ترمور می‌شود. به ندرت central pontine myelinolysis می‌تواند رخ دهد.

## سیستم عصبی محیطی
پس ازمصرف بیش از حد و طولانی مدت الکل تغییر در موقعیت و احساس لرزش رخ می‌دهد و به علت کمبود فولات یا ویتامین B۱۲ یا هر دو آن‌ها است. میوپاتی می‌تواند تظاهر نادر از وابستگی الکل باشد.

## وضعیت تغذیه‌ای
در میان افراد با وابستگی به الکل شدید سطوح پایین پتاسیم، منیزیم، و فسفر شایع هستند. هیپوفسفاتمی و هیپومنیزیمی همچنین می‌تواند عوارض کمبود شدید تغذیه‌ای باشند. سندرم refeeding می‌تواند منجر به فلج دیافراگم و نارسایی تنفسی شود؛ بنابراین به نظر می‌رسد بررسی این الکترولیتها برای فرد وابسته به مصرف الکل و با تغذیه نامناسب، عاقلانه باشد.
سطوح پایین پتاسیم اگر جایگزین نشود می‌تواند باعث عوارض پزشکی (به خصوص قلب و عروق) شود. با این حال درمواردی که منیزیم کم باشد، می‌تواند دشوار باشد؛ بنابراین، منیزیم و پتاسیم به‌طور هم‌زمان نیاز به جایگزینی دارند. همان‌طور که قبلاً اشاره شد، جایگزینی تیامین نیز اغلب مورد نیاز است.

## سرطان‌شناسی
بر اساس دستورالعمل تازه وزارت بهداشت بریتانیا نوشیدن الکل به هر اندازه‌ای خطر ابتلا به سرطان مری و کبد را افزایش می‌دهد. تعداد رو به افزایشی از سرطان‌ها در ارتباط با استفاده از الکل یا وابستگی بیش از حد هستند. سرطان‌های مربوط به مصرف الکل شامل سرطان اوروفارنکس، مری، معده، پانکراس، و رکتوم هستند. در زنان، سوء استفاده ازالکل با سرطان پستان همراه است.
اثرات مصرف الکل به اثرات حاد، مزمن و ترک مشخص می‌شود.
اثرات حاد
اثرات حاد مصرف الکل با استفاده از غلظت الکل در خون یک فرد، یا غلظت خونی الکل می‌تواند به تدریج ردیابی شود. واحد اندازه‌گیری برای غلظت الکل خون، وزن بر حجم است، مانند میلی‌گرم در دسی لیتر، اماهمچنین می‌تواند به عنوان یک درصد بیان می‌شود، مانند ۵٪ حجم الکل. اثرات حاد مصرف الکل با دوز بیشتر، تأثیر بیشتردارد. سوخت و ساز الکل در یک میزان حدود ۱ اونس از الکل خالص (۲ نوشیدنی) در هر۳ ساعت از بدن حذف می‌شود. به دنبال مصرف الکل حدود ۱۵–۲۰ دقیقه جهت رسیدن به مغز و ایجاد اختلال طول می‌کشد. حداکثر غلظت الکل خون ۳۰–۹۰ دقیقه پس از مصرف خوراکی است. به‌طور کلی مصرف یک واحد استاندارد الکل (۱۴ گرم، یا ۱۷٫۷۴ میلی لیتر محتوا اتانول) به‌طور متوسط غلظت الکل خون فرد را ۰٫۰۲-.۰٫۰۵٪افزایش می‌دهد. غلظت الکل خون فرد به‌طور متوسط در حدود ۰٫۰۱۵٪ در هر ساعت پس از قطع کامل مصرف الکل کاهش می‌یابد. غلظت الکل خون از ۰٫۲۰٪ نشان دهنده مسمومیت بسیار جدی است. غلظت الکل خون در محدوده بین ۰٫۳۵ و ۰٫۴۰٪ می‌تواند به‌طور بالقوه سبب مسمومیت کشنده با الکل شود. LD۵۰ برای الکل برای مثال، دوز کشنده برای۵۰ درصد از جمعیت انسان بالغ ۰٫۴۰٪ است.
علاوه بر اثرات حاد شناخته شده مصرف الکل مانند کاهش خویشتنداری، اختلال توانایی در رانندگی، واکنش آهسته زمان، گفتار بریده بریده، و خاموشی، برخی از عوارض نادر می‌تواند رخ دهد که عبارتند از اختلال روانی ناشی از الکل، Central pontine myelinolysis، و میوپاتی حاد الکلی است.
اختلال روانی ناشی از مصرف الکل یا توهمات الکلی اغلب در زمینه نوشیدن اتفاق می‌افتد اما می‌تواند در حضور ترک هم رخ دهد. شروع حاد توهم بصری و شنوایی و هذیان اغلب شامل هذیان با طبیعت آزار و شکنجه است. این توهم و هذیان معمولاً ظرف ۴۸ ساعت از بین می‌رود. اگر چه در برخی از موارد می‌توانند بسیار بیشتر طول بکشد.
Central pontine myelinolysis یک اختلال نادر است که اغلب در افرادی که سوءمصرف الکل دارند یافت می‌شود. این اختلال به‌طور معمول در عرض روزها تا هفته‌ها تکامل می‌یابد، و با گیجی همراه با اختلال تکلم، mutism, conjugate gaze palsies اختلال بلع، ضعف گردن و صورت تظاهر می‌کند. هیپوناترمی مزمن به عنوان یک عامل زمینه‌ساز برای ایجاد Central pontine myelinolysis است. مشخصه عوارض عبارت از تخریب کانونی متقارن دو طرفه ماده سفید در پونزشکمی است. تقریباً ۱۰٪ از افراد ضایعات extrapontine را در تالاموس، پایه گانگلیون، مخچه و ماده سفید مغز را نشان می‌دهند. همان‌طور که نام این اختلال نشان می‌دهد، در این چنین ضایعاتی از دست رفتن میلین ایجاد می‌شوند.
میوپاتی الکلی حاد یک اختلال تهدیدکننده حیات وشدید است که به‌طور معمول چند روز پس از نوشیدن شراب به وجود می‌آید. افراد به‌طور تیپیک با درد، حساسیت به لمس، گرفتگی عضلانی، ضعف‌های پروکسیمال و تورم عضلات، که می‌تواند به آریتمی قلبی منجر شود تظاهر می‌کنند. علاوه بر این عوارض حاد میوپاتی الکلی عبارتند از هیپرکالمی، نارسایی کلیویی، و حتی مرگ است. پس از پرهیز، بهبودی از چند روز تا چند هفته طول می‌کشد.
اثرات مزمن
عوارض مزمن ناشی ازسوء مصرف الکل یا وابستگی مزمن عبارتند ازانسفالوپاتی Wernicke، جنون Korsakoff، نوروپاتی الکلی، میوپاتی مزمن الکلی و زوال عقل الکلی است.
انسفالوپاتی Wernicke توسط کمبود تیامین ایجاد می‌شود (ویتامین B1) و معمولاً توسط علائم سه‌گانه: عدم تعادل، اختلالات oculomotor و سردرگمی کلی تشخیص داده می‌شود. انسفالوپاتی Wernicke، فقط یک بیماری الکلی نیست، همچنین در افرادی که دچار سوء تغذیه هستند نیز یافت می‌شود. راه رفتن آتاکسی علامت برجسته است، همچنین نیستاگموس و فلج عضله رکتوس دو طرفه وجود دارد. سردرگمی کلی با خواب آلودگی، سردرگمی، و بی‌توجهی مشخص می‌شود. درمان (مکمل ویتامین B1) می‌توانداغلب یا همه اختلالات رااصلاح کند، اما اگر درمان نشود، میزان مرگ و میر ۱۰–۲۰٪ است. افراد باقی‌مانده از انسفالوپاتی Wernicke با این حال، تمایل برای به دست آوردن جنون Korsakoff دارند.
جنون Korsakoff یک اختلال فراموشی مزمن است که می‌تواند در افراد با انسفالوپاتی Wernicke رخ دهد. مانند انسفالوپاتی Wernicke، جنون Korsakoff در نتیجه کمبود تیامین می‌باشد. به صورت فراموشی آنتروگرید و رتروگرید تظاهر می‌کند، فراموشی آنتروگرید ناشی از ناتوانی به فراخوانی خاطرات جدید است. حافظه کوتاه مدت مختل می‌گردد. افراد ازاختلال حافظه خود بی‌اطلاع هستند؛ و تیرگی حافظه و فراموشی شایع است. محتمل‌ترین علت اختلال حافظه ضایعات درهسته پشتی میانی تالاموس است.
در حالی که ۲۰ درصد افراد با مکمل‌های ویتامین B۱درعرض چند ماه به‌طور کامل بهبود می‌یابند، حدود ۲۵٪ هرگز بهبود نمی‌یابند و پس از آن نیاز به مراقبت طولانی مدت دارند.
نوروپاتی الکلی شایع‌ترین عوارض عصبی در افراد معتاد به الکل است. این افراد پارستزیا، درد، و ضعف دارند. این افراد همچنین کاهش احساس درد و کاهش احساس دما دارند. به‌طور معمول، تخریب و دمیلینه شدن آکسون، احتمالاً با توجه به اثر نوروتوکسیک اتانول دراعصاب محیطی است.
میوپاتی مزمن الکلی به صورت یک سندرم بدون درد که این ا فراد ضعف ماهیچه دارند. شدت میوپاتی به‌طور مستقیم به میزان مصرف الکل ارتباط دارد. تصور می‌شود که میوپاتی الکلی مزمن به علت سمیت اتانول و متابولیت‌های آن، مانند استالدئید است. افراد به‌طور معمول چند ماه پس از قطع الکل بهبود می‌یابند.
زوال عقل ناشی از مصرف الکل
در حال حاضر معیارهای قابل قبول در دسترس برای تشخیص قطعی مربوط به زوال عقل ناشی از مصرف الکل وجود ندارد، با این حال، معیارهای احتمالی تشخیص زوال عقل مربوط به الکل وجود دارد. این معیارها عبارتند از: تشخیص بالینی زوال عقل حداقل ۶۰ روز پس از قرار گرفتن در معرض الکل و استفاده قابل توجه الکل تعریف شده از نوشیدن ۳۵ یا بیشتراز استاندارد / در هفته برای مردان و ۲۸ یا بیشتر استانداردنوشیدنی / در هفته برای زنان به مدت ۵ سال یا بیشتر است. علاوه بر این، شروع زوال عقل را باید در یک دوره ۳ ساله از استفاده قابل توجه از الکل دانست). تغییرات نوروپاتیک در افراد تشخیص داده شده با زوال عقل الکلی شامل آتروفی قشر مغز، از دست دادن نورون‌های قشر مغز، و بزرگی بطن‌های جانبی است. عملکرد شناختی این افراد تمایل به بهبودی پس از چند ماه پرهیز دارد. تصویربرداری از این افراد نشان می‌دهد که کاهش اتساع بطن پس از چند ماه پرهیز به وجود می‌آید.